# Никола Русински
Никола Петров Русински или Русинчето е български революционер, деец на Вътрешната македоно-одринска революционна организация. Използва псевдоними като Апостол Скитов, Атила Елеонски, Благой Атанасов, Ианкол, Найден Стоянов, Никола Яначков и Чукарски.

## Биография
Никола Русински е роден на 21 ноември 1875 година в село Русиново, Малешевско. Завършва гимназия в Кочани. Още в периода 1893 – 1895, когато е в Цариград, Никола Русински се образова политически и става близък на социалистическите идеи.
Първоначално се включва в редиците на Македонската организация и участва в Четническата акция през 1895 година. Между септември 1895 година и март 1897 година Никола Русински учи в подофицерската школа в София. Там се запознава с Гоце Делчев, който го привлича във ВМОРО като четник на Малешевската организационна чета на Васил Чочов, която отвлича Назлъм бей същата година.
През месец март 1898 година в София се запознава с Васил Главинов, представител на БРСДП (т. с.) в Битоля. Там се запознава и с Константа Бояджиева от Охрид, за която по-късно се жени. Поддържат постоянни контакти и учителските социалдемократически организации в България. Русински се присъединява и към създадената от Васил Главинов Македоно-одринска социалдемократическа група.
През 1900 година Никола Русински е изпратен от Гоце Делчев да организира Битолския революционен окръг. Развива бойната подготовка на четниците в Демирхисарско, Крушевско, Кичевско между 1900 – август 1901 година, Прилепско от август до ноември 1901 година, Охридско и Стружко от ноември 1901 до декември 1902 година, Битолското поле и Мариово до 1903 година. В четата си Русински като подвойводи в собствени райони действат Йордан Пиперката, Велко Марков и Гюрчин Наумов-Пляка, Ванчо Сърбаков, Тасе Христов, Георги Сугарев и други. Сред другите негови четници са Илия Колев от Крушево (или от Куфалово), Христо от Железнец, Христо Сърбаков, Найдо от Ракитница, Мирчо от Сопотница, Георги от Беранци, Стефан Йошев от село Жван, Ванчо, Никола Атанасов – Секираша.
Дейността му в този подготвителен период се оказва много плодовита – неговите ученици, произведени във войводи, са между 25 и 30 души. Сред стажувалите при него и произведени направо в чин войвода или препоръчани на Окръжния комитет за производство са Велко Марков, Йордан Силянов, Ванчо Сърбаков, Гюрчин Наумов, Наки Янев, Арсо Попов, Георги Сугарев, Даме Попов, Тасе Христов, Деян Димитров, Цветко Стоянов, Марко Павлов, Велю Илиев (Пенчо), поп Христо от Велгощи, Никола Митрев, Ванчо Наумов, Стою Христов, Тодор Златков, Дедо Кольо от село Добровяни (Леринско), бивш хайдутин, Петър Положенец от Полог (Битолско) и други.
Според оценката на Милан Матов системата на Никола Петров за обучение, възпитание и революционизиране на селските маси е била много умела, тактична и лесно възприемчива, като той със своята кротост, честност и задушевност е правел отлично впечатление на всички. Липсвала му малко повече грубост, а и скромността му не спомагала да се наложи сред по-грубите войводи. По думите на Матов той „е пренесал грамадни заслуги на Вътрешната революционна организация“.
През лятото на 1901 година в Поречието Никола Русински залавя чета от пет души, подготвена от сръбската пропаганда. Войводите Янаки Янев и Арсо Мицков приемат предложението му да се присъединят към ВМОРО. В разговора си с тях Никола Русински заявява:
| „ | — Да, Македония е била много пъти плячка на други завоеватели, но най-малко на сърбите, а турците я владеят най-много. Ако се гледа справедливо, според историята, никой не е владял Македония повече от турците. Един справедлив съдия, ако определя чия е Македония, не би дал право на владение никому, освен на турците, защото само те я владеят непрекъснато повече от 500 години. Но, въпреки всичко, според мене, Македония не е нито сръбска, нито гръцка, нито българска, нито турска. Тя е на населяващите я народи, които са населили македонските малки, но плодородни поля и красиви планински местности. | “ |

Участва като делегат от Мариовския район на Смилевския конгрес, като е избран за член на щаба на Прилепското горско началство, заедно с Петър Ацев и Тасе Христов. По време на Илинденско-Преображенското въстание командва и леринските чети, които се изместват в района му вследствие на трудното положение в Леринско. Тогава негов помощник войвода е Тодор Златков.
На 4 април 1904 година се жени за българската учителка и общественичка от Охрид Константина Бояджиева.
Участва в Балканската война. В 1914 година е кандидат на БРСДП на изборите за XVII обикновено народно събрание от Струмишки окръг. Мобилизиран е и участва в Първата световна война. В София, между двете световни войни, Никола Русински изживява голяма лична драма – след дълго боледуване почиват съпругата му и двете им дъщери. След това отдаден изцяло на социалистическата кауза той подпомага и укрива нелегални комунистически дейци. Умира в София на 14 юни 1942 г. в крайна бедност. Публикува книгата „Принос към историята на Вътрешната македоно-одринска революционна организация (градивния период) за времето 1900 – 1903“. Негов личен архивен фонд се съхранява в Държавна агенция „Архиви“.